# Julia Bolles

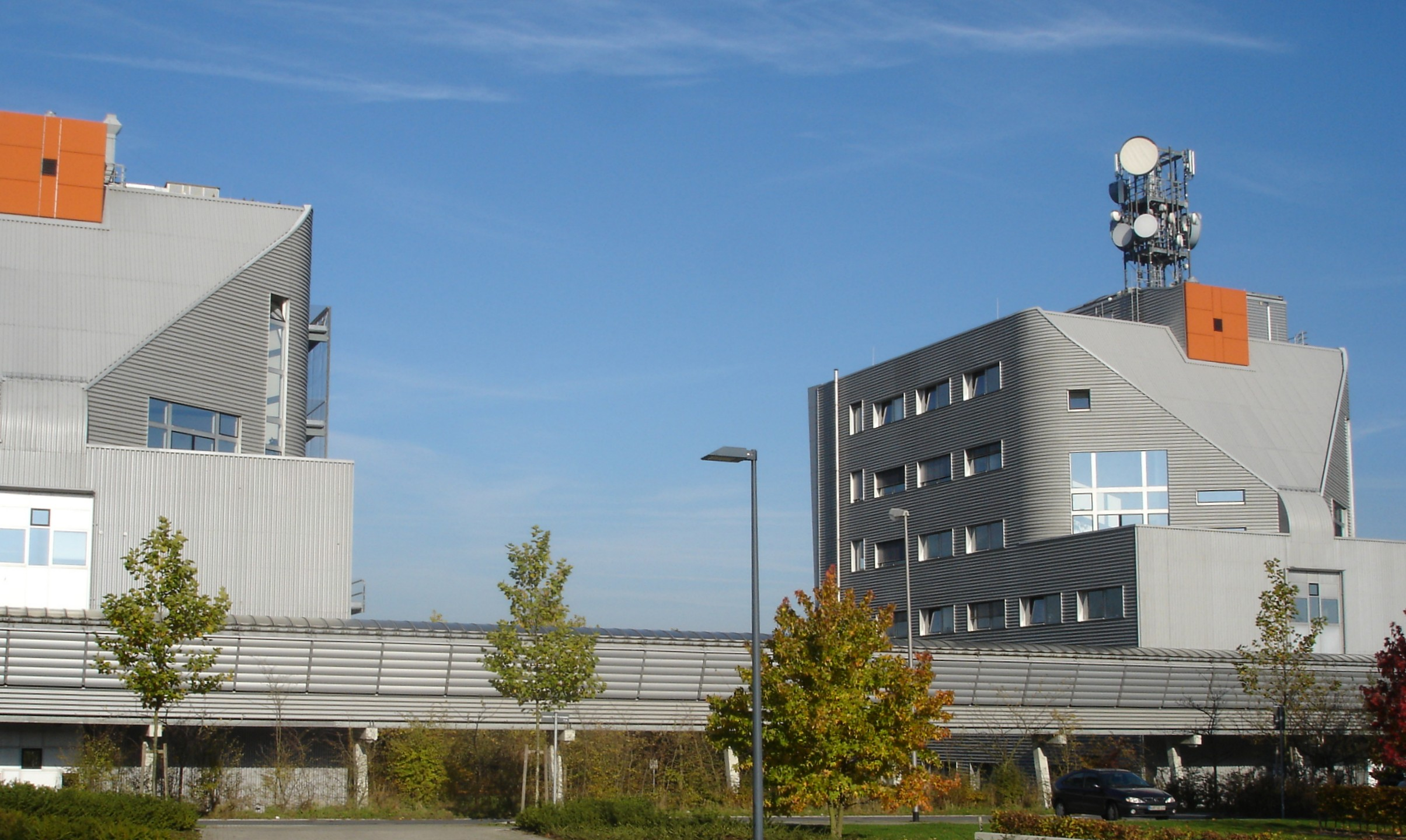
Technologiehof a Münster, Bolles + Wilson

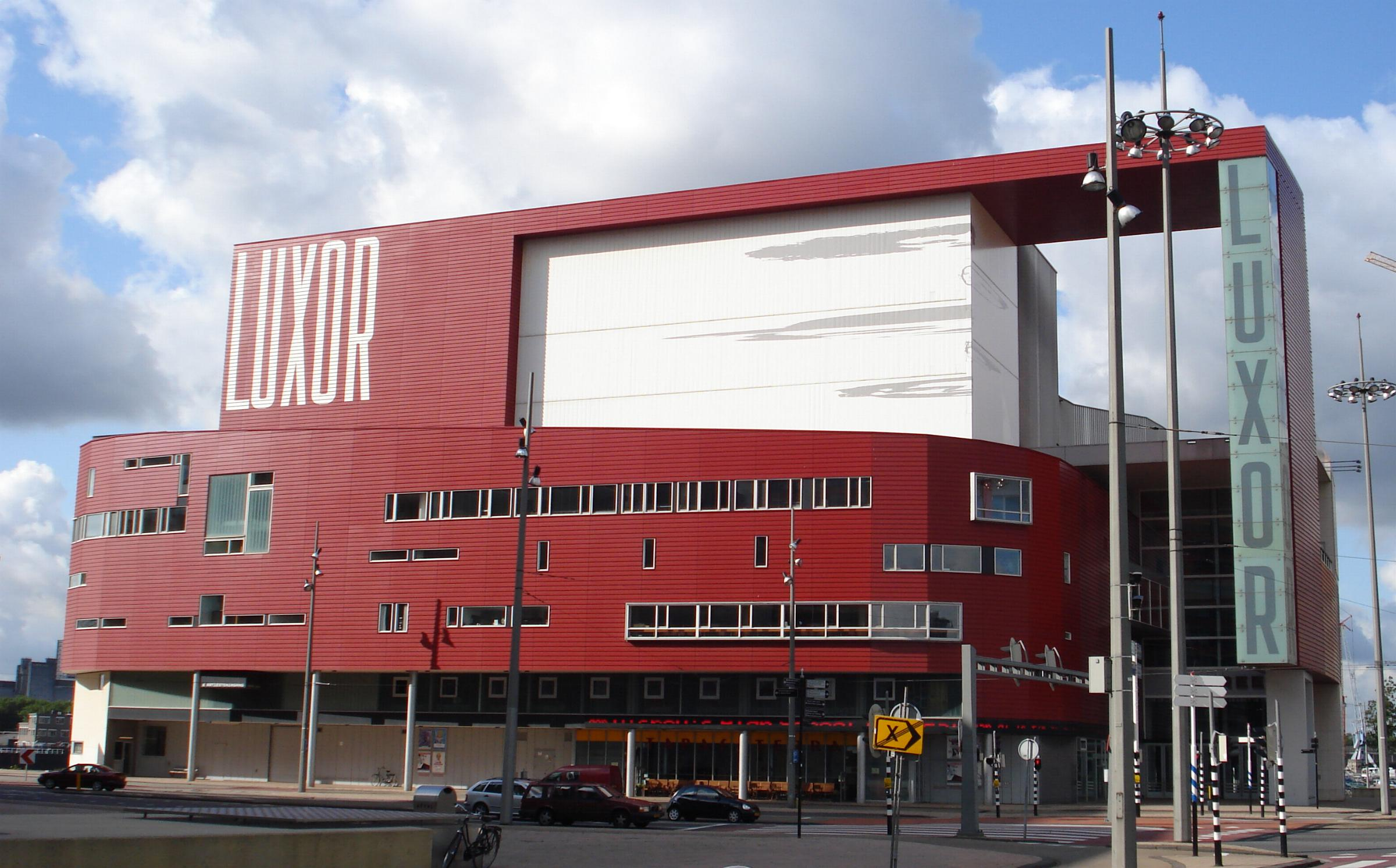
Teatre Luxor a Rotterdam, Bolles + Wilson

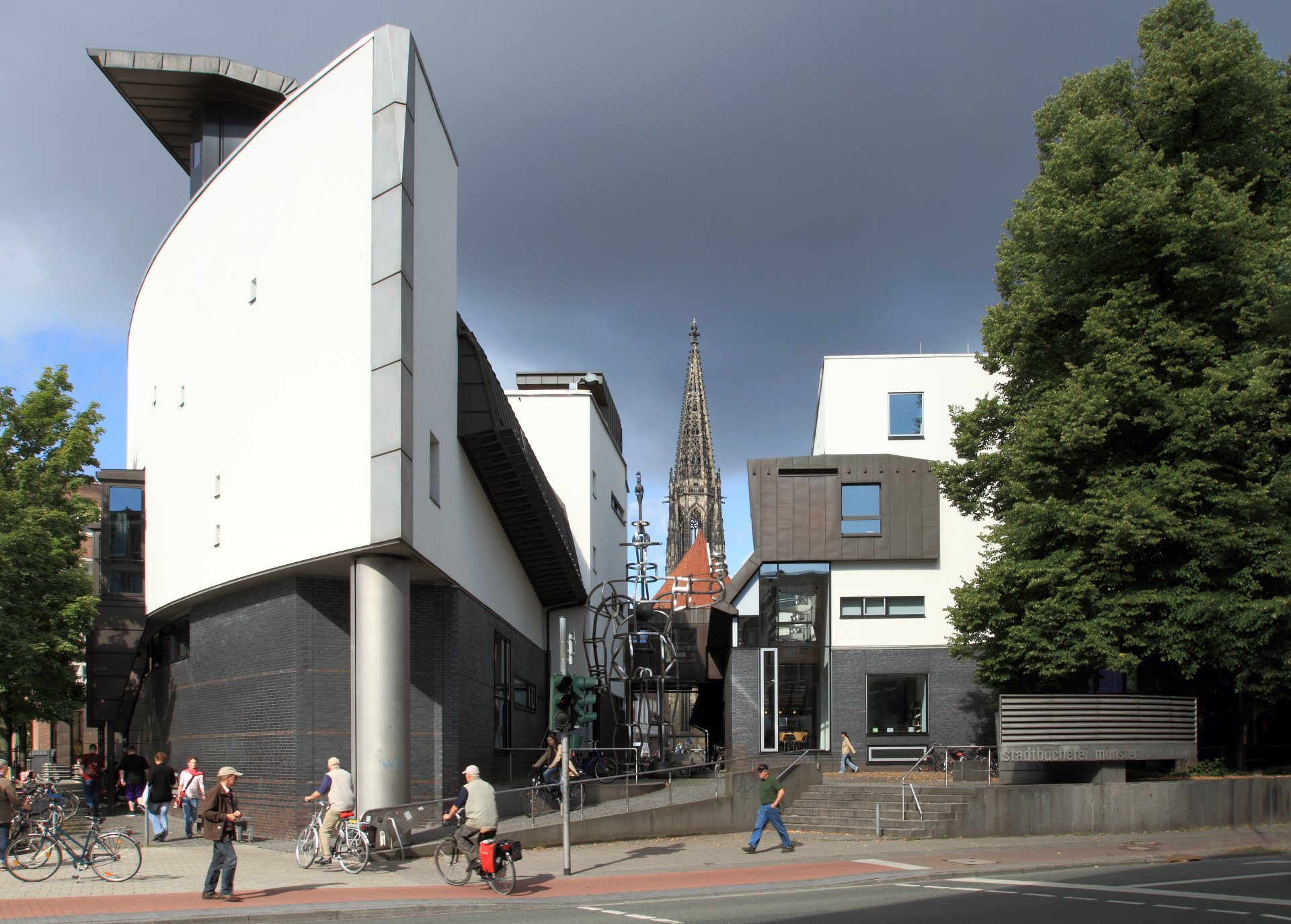
Biblioteca de la ciutat de Münster, Bolles + Wilson

Julia Bolles-Wilson coneguda com a Julia Bolles (Münster, Alemanya, 1948) és una arquitecta alemanya, guanyadora del primer premi de la Biblioteca de Münster.

## Biografia
Després de completar els seus estudis primaris i secundaris es va graduar d'arquitecta en l'Institut Tecnològic de Karlsruhe i una vegada acabats es va traslladar a Londres on va fer el seu postgrau en la Architectural Association, i allí va conèixer a qui seria el seu espòs i pare dels seus fills, Peter Wilson. Previ al matrimoni es van associar amb el nom de Wilson Partherships.

## Trajectòria
El 1987 va obtenir a Münster, la seva ciutat natal, el primer premi de la Biblioteca local i com havien de viatjar entre Londres i aquesta ciutat per emplenar el projecte i havien de fer-ho amb els seus fills que eren molt petits van decidir mudar-se a aquesta ciutat. Una vegada finalitzada la mudança van establir en aquesta localitat l'estudi denominat Bolles+Wilson que amb el temps va aconseguir ser un dels estudis d'arquitectura més coneguts a escala mundial.
A més de les seves obres construïdes a Münster, tenen projectes al Japó, Països Baixos, Albània, Dinamarca i Itàlia. Molts dels encàrrecs es deuen a la participació de concursos, com és el cas de la Biblioteca de la ciutat de Helmond, el Jardín de Infantes de Sant Sevastià i la Biblioteca Nacional de Luxemburg. Les seves obres ha estat reconegudes pels seus col·legues; obres com ara l'Ajuntament de Raakspoort Haarlem, amb el Premio Ladrillo 2012 i la nova seu per a la planta de formigó a Erwitte amb el Premi Internacional d'Arquitectura.
Normalment Bolles és jurat en concursos d'arquitectura, i alhora la majoria dels treballs que realitza a l'estudi són obtinguts a partir de participar en competicions arquitectòniques en diferents ciutats del món. És en aquesta àrea en què amalgama la seva àmplia experiència en la pràctica arquitectònica amb els seus anys de docència.

## Docència
Julia Bolles va ser docent entre 1981 i 1986, exercint de professora d'arquitectura al Chelsea College of Art and Design, Londres, tasca que continuaria després del seu trasllat a Münster, on, des de 1996, és professora de disseny arquitectònic en la msa (escola d'arquitectura de Münster), escola d'arquitectura de la qual en l'actualitat és degana.